# Compañía Industrial de Automotores
Compañía Industrial de Automotores SA, kurz CIDASA, war ein argentinischer Hersteller von Automobilen.

## Unternehmensgeschichte
British Motor Corporation übernahm 1965 oder 1966 die Fahrzeugproduktion von Siam Di Tella aus Monte Chingolo. Die Produktion von Automobilen wurde fortgesetzt. Die Markennamen lauteten aber nun MG, Morris und Riley. Im April 1967 endete die Produktion. Insgesamt entstanden rund 7000 Fahrzeuge.

## Fahrzeuge
Im Angebot standen die Modelle MG 1650, Morris 1650 und Riley 1500 als viertürige Limousinen, Morris 1650 Traveller als viertüriger Kombi sowie Riley 1500 Pick-up als Pick-up. Sie waren die Nachfolger des Di Tella 1500 und gehörten zur Modellfamilie BMC ADO9. Der Riley hatte den altbekannten Vierzylindermotor mit 73 mm Bohrung, 89 mm Hub, 1489 cm³ Hubraum und 56 PS Leistung. MG und Morris hatten einen größeren Vierzylindermotor mit 76,2 mm Bohrung, 89 mm Hub, 1622 cm³ Hubraum und 75 PS Leistung.
Die Fahrzeuge waren bei einem Radstand von 2546 mm 4520 mm lang, 1610 mm breit und 1520 mm hoch. Das Leergewicht war mit 1090 kg angegeben.

## Produktionszahlen
| Modell                | Produktionszahl erste Quelle | Produktionszahl zweite Quelle |
| --------------------- | ---------------------------- | ----------------------------- |
| MG 1650               | 235                          | 235                           |
| Morris 1650           | 3027                         | 3027                          |
| Morris 1650 Traveller | 847                          | 847                           |
| Riley 1650            | 2537                         | 2537                          |
| Riley 1500 Pick-up    | 1053                         | 322                           |
| Summe                 | 7699                         | 6968                          |